# Montovani
Montovani (en italien : Mantovani) est une localité de Croatie située en Istrie, dans la municipalité de Pićan, dans le comitat d'Istrie. En 2001, la localité comptait 141 habitants.

## Démographie
| 1948 | 1953 | 1961 | 1971 | 1981 | 1991 | 2001 |
| ---- | ---- | ---- | ---- | ---- | ---- | ---- |
| 321  | 307  | 272  | 239  | 193  | 172  | 141  |